# Exzenter (Astronomie)

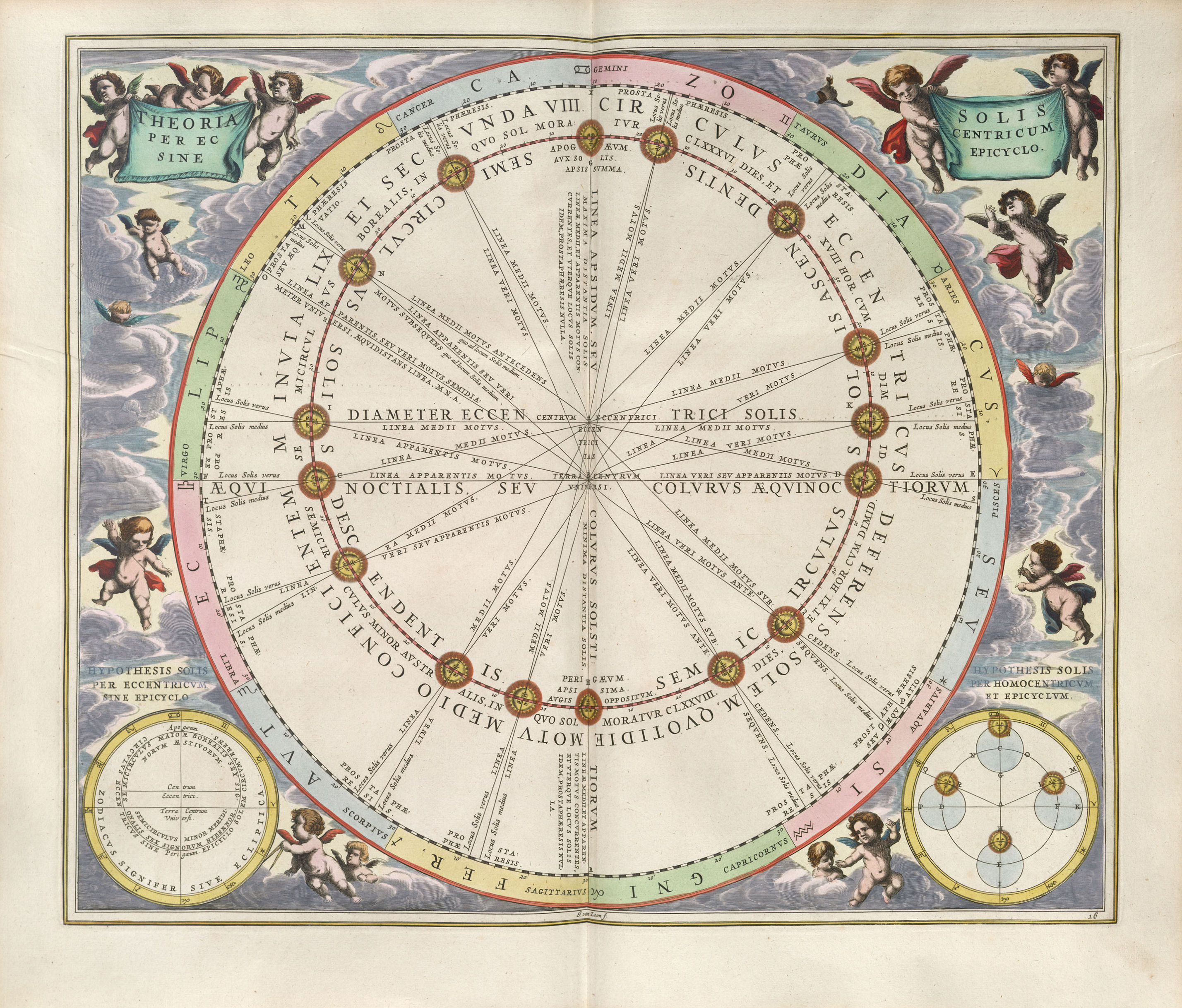
„Theoria solis per eccentricum sine epicyclo“, Theorie einer exzentrischen Sonnenbahn ohne Epizykel, aus: Andreas Cellarius (Astronom): Harmonia macrocosmica seu atlas universalis et novus.

Exzentrische Position der Erde

Ein Exzenter (lateinisch ex centro ‚aus der Mitte‘; in der Bedeutung ‚aus dem Zentrum gerückt‘) ist ein in der Astronomie historisch verwendeter Begriff. 
Die Annahme, der Mittelpunkt der Planetenbahnen liegt nicht im Erdmittelpunkt, wurde neben oder statt der Epizykeltheorie angewandt, um die Größen- und Geschwindigkeitsänderungen der Planeten (die Sonne wurde als Planet gezählt) an das Geozentrische Weltbild anzupassen.
Diese auf Apollonios von Perge zurückgehende und von Ptolemäus perfektionierte Methode wurde auch noch von Nicolaus Copernicus benutzt.